# شهزاده محمد شرف الدين
شهزاده محمد شرف الدين أفندي (19 مايو 1904 - 1966) هو أمير عثماني ابن شهزاده سليم سليمان، وحفيد السلطان عبد المجيد الأول.